# Pandemia de COVID-19 na Nigéria
Este artigo documenta os impactos da pandemia de coronavírus de 2020 na Nigéria e pode não incluir todas as principais respostas e medidas contemporâneas.

## Antecedentes
Em 28 de janeiro de 2020, o governo federal da Nigéria garantiu aos cidadãos do país a prontidão para fortalecer a vigilância em cinco aeroportos internacionais do país a fim de impedir a propagação do coronavírus. O governo anunciou que os aeroportos de Enugu, Lagos, Rio, Kano e do Território da Capital Federal. O Centro de Controle de Doenças da Nigéria anunciou, no mesmo dia, que havia criado um grupo para o controle da doença e que estavam prontos para ativar seu sistema de emergência caso fosse necessário.
Em 31 de janeiro, após o desenvolvimento do surto de COVID-19 na China continental e em outros países do mundo, o governo federal da Nigéria criou um Grupo de Preparação para Coronavírus a fim de mitigar o impacto do vírus. No mesmo dia, a Organização Mundial da Saúde (OMS) listou a Nigéria como um dos países africanos de alto potencial de risco para a propagação da doença.
Em 26 de fevereiro, um cidadão chinês se apresentou ao governo de Lagos por suspeita de estar infectado com coronavírus. Seguidamente, foi internado no Hospital Reddington e foi liberado no dia seguinte após testar negativo.

## Linha do tempo

### Fevereiro
- 27 de fevereiro: a Nigéria confirmou o primeiro caso no país, tratando-se de um trabalhador italiano que havia ido para Milão, na Itália, e retornou em 25 de fevereiro, através do Aeroporto Internacional Murtala Muhammed. Em 26 de fevereiro, apresentou sintomas e foi colocado em isolamento.[7][8][9][10][11]

### Março
- 9 de março: o segundo caso foi confirmado, tratando-se de um nigeriano de Ewekoro, que teve contato com o primeiro infectado.[12][13][14]
- 13 de março: o país confirmou que o homem havia se recuperado.[15]
- 17 de março: o Ministério da Saúde de Lagos confirmou o terceiro caso, tratando-se de uma cidadã de 30 anos de idade que havia voltado do Reino Unido em 13 de março.[16]
- 18 de março: a Nigéria confirmou 5 novos casos do vírus, quatro dos quais foram descobertos em Lagos, enquanto um foi em Ekiti.
- 19 de março: a Nigéria confirmou 4 novos casos do vírus.[17] A partir disso, o governo anunciou, também, que o paciente zero italiano não apresentava mais o vírus e, portanto, recebeu alta no dia seguinte.[18][19][20][21]
- 21 de março: a Nigéria confirmou 10 novos casos, sendo sete em Lagos e três no Território da Capital Federal.[22]
- 22 de março, mais 8 casos foram confirmados.[23][24][25]
- 23 de março: mais 6 casos foram confirmados. No mesmo dia, informaram a morte de um homem de 67 anos que havia voltado do Reino Unido.[26]
- 26 de março: são confirmados ao todo 51 infectados e uma morte.[27]